# Malazgirt
Malazgirt sau Malâzgird (armeană: Մանազկերտ, Manazkert, kurdă: Milazgird; greaca medievală: Ματζιέρτη, Matzierte; istoricește: Manzikert, Μαντζικέρτ) este un oraș în provincia Muș în estul Turciei.

## Istoric

### Fondarea
Cercetări moderne din Malazgirt arată că orașul a fost fondat în timpul domniei regelui urartian Menua (810 - 785 î.Hr.). Sufixul -girt, găsit în mai multe toponime din estul Anatoliei, provine de la armeanul -kert ce semnifică: construit de. O tradiție populară armeană, legat de scrierile din Armenia medievală timpurie, istoricul Movses Khorenatsi susține că Manzikertul a fost fondat de Manaz, unul dintre cei doi frați ai lui Hayk, patriarh legendar. Numele orașului a fost inițial Manavazkert (armeană: Մանավազկերտ), dar, cu trecerea timpului, numele său a fost scurtat la Manzikert.

### Evul Mediu
Manzikert a fost un oraș fortificat, și a servit ca un important centru comercial situat în cantonul Apahunik, provincia Turuberan a regatului antic al Armeniei. De asemenea, a servit drept capitală a emiratului Kaysite din jurul anului 860 până la 964. În 968, generalul bizantin Bardas Phokas a capturat Manzikertul, care a fost încorporat în katepanatul bizantin de Basprakania (Vaspurakan). În 1054, turcii selgiuci au încercat de a captura orașul, dar au fost respinși de către garnizoana bizantină a orașului, de sub comanda lui Vasile Apocapes.
Bătălia de la Manzikert a fost purtată în apropierea orașului în august 1071. Într-una dintre cele mai decisiv înfrângeri din istoria bizantină, sultanul selgiuc Alp Arslan l-a învins și capturat pe împăratul Diogene Romanus. Victoria turcilor a dus la transformarea etnică și religioasă a Armeniei și Anatoliei: stabilirea Sultanatului de la Rum și, mai târziu, a Imperiului otoman și a Republicii Turcia. Selgiucizii au jefuit Manzikert, au ucis o mare parte din populația sa și au ars orașul din temeli.

### Epoca modernă
În anul 1915, localitatea a făcut parte din pașalâcul Bitlis și a numărat 5.000 de locuitori, majoritatea fiind armeni. Economia localității s-a concentrat pe cultivarea cerealelor, pe meșteșug și pe negoț. Aici au fost 2 biserici: "Cele 3 altare ale Maicii Domnului" și "Sf. Gheorghe" ori "Sf. Sergiu", și o școală, toate armenești. În timpul Genocidului armenesc, populația de aici a fost fie anihilată, fie deportată. 
În primăvara lui 1915, armata țaristă a intrat în localitate, dar trupele otomane au bătut-o și-au izgonit-o repejor. 